# Saccifolium bandeirae
Saccifolium bandeirae là một loài thực vật có hoa trong họ Long đởm. Loài này được Maguire & Pires miêu tả khoa học đầu tiên năm 1978.